# Samson (film 1961)
Samson – czarno-biały polski dramat filmowy z 1961 roku w reżyserii Andrzeja Wajdy, zrealizowany na podstawie powieści pod tym samym tytułem autorstwa Kazimierza Brandysa. Zdjęcia do filmu kręcono w Warszawie (m.in. gmach Politechniki, Most Poniatowskiego).

## Fabuła
Jakub za przypadkowe zabójstwo trafia do więzienia, z którego ucieka na skutek bombardowań Warszawy podczas II wojny światowej. Pracuje jako grabarz w getcie, z którego ucieka, po śmierci swojej matki.

## Obsada
- Serge Merlin – Jakub Gold
- Alina Janowska – Lucyna
- Jan Ciecierski – Malina
- Elżbieta Kępińska – Kazia
- Beata Tyszkiewicz – Stasia
- Tadeusz Bartosik – Pankrat
- Irena Netto – matka
- Władysław Kowalski – więzień
- Ryszard Pracz
- Tomasz Zaliwski – więzień
- Edward Kowalczyk – policjant
- Zygmunt Listkiewicz